# Le Thoult-Trosnay
Le Thoult-Trosnay is een gemeente in het Franse departement Marne (regio Grand Est) en telt 91 inwoners (2009). De plaats maakt deel uit van het arrondissement Épernay.

## Geografie
De oppervlakte van Le Thoult-Trosnay bedraagt 16,0 km², de bevolkingsdichtheid is dus 5,7 inwoners per km².
De onderstaande kaart toont de ligging van Le Thoult-Trosnay met de belangrijkste infrastructuur en aangrenzende gemeenten.

## Demografie
Onderstaande figuur toont het verloop van het inwonertal (bron: INSEE-tellingen).